# Álbum conceptual

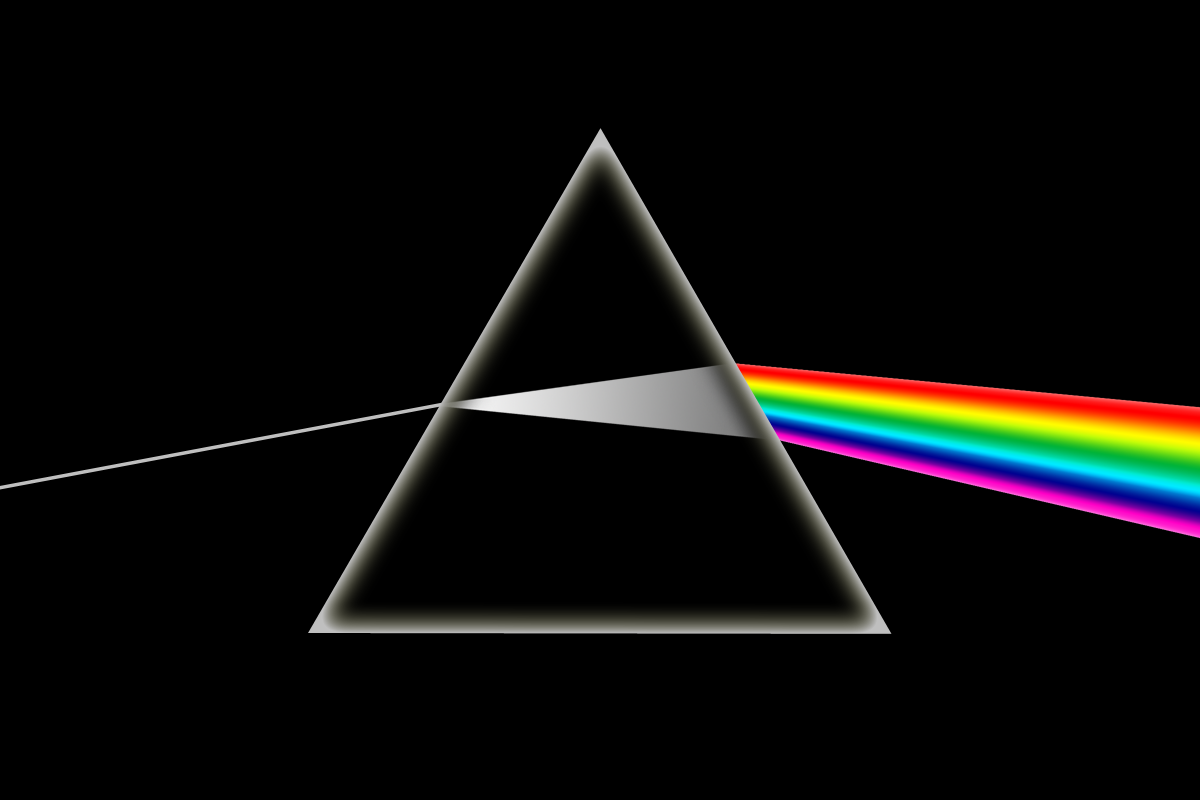
Imagen que representa el fenómeno de dispersión de la luz, en el que se basó Storm Thorgerson, de Hipgnosis, para idear la portada de The Dark Side of the Moon, uno de los primeros álbumes en ser concebido como tal.

En música, un álbum conceptual es un álbum unificado por un tema común, que puede ser instrumental, narrativo, en la composición o en las letras. Los álbumes conceptuales son planificados, concebidos con todas sus canciones contribuyendo a un único tema en general o a una historia, siendo esta historia o plan el concepto. Esta es la diferencia con un álbum normal de una banda, compuesto por varias canciones sin conexión entre sí, escritas por la banda/artista o siendo versiones de otros artistas/bandas. A veces se considera como un álbum conceptual a un disco con un clima o "humor" en general, haciendo que una definición precisa del término se haga muy problemática.
Por la época que es conocida como el inicio del rock contemporáneo (aproximadamente hacia 1966, cuando los críticos comienzan a hablar de “rock” y de “pop” como dos géneros separados) se empieza a hablar de dos tipos de álbumes conceptuales: aquellos que esencialmente tenían un ciclo de canciones unidas por un tema, como el Sgt. Pepper's Lonely Hearts Club Band de The Beatles —que no tenía una historia— y aquellos que presentaban una trama que se desarrollaba a través del disco, como el famoso disco de Pink Floyd, The Wall. Los músicos de esa época no distinguían entre estas dos categorías, y cualquier disco que encajara en alguno de estos dos tipos era considerado un álbum conceptual. Sin embargo, esta distinción es útil para tratar de encontrar cuál fue el primer álbum conceptual en cada categoría.

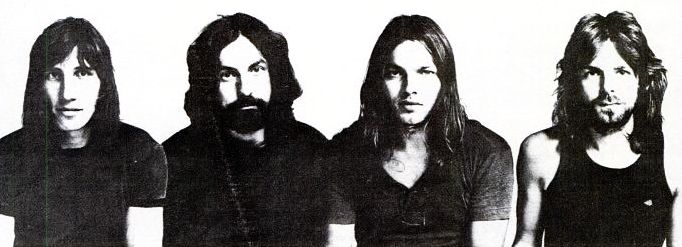
Pink Floyd es una de las bandas mundialmente conocidas por sus álbumes conceptuales.

Otra dificultad en determinar si un disco se "clasifica" como un álbum conceptual, surge del hecho de que tanto músicos como fanes ven cada vez más a un disco como una forma de arte unificado, no simplemente un conjunto de canciones. Las canciones en varios álbumes pueden tener un cierto sentido de cohesión, aunque no haya una unidad en las letras o en la estructura narrativa. Muchos discos que no son precisamente conceptuales, son a menudo vistos por sus fanáticos como tales. Los álbumes The Division Bell de Pink Floyd y Born to Run de Bruce Springsteen son buenos ejemplos. En este tipo de casos, no hubo una intención de los artistas en hacer algo que pareciera un álbum conceptual. Algunos discos sin un tema o una estructura narrativa pueden, sin embargo, tener una estructura deliberada, en la cual el orden en que son escuchadas las canciones expresa una intención particular del artista. Un ejemplo es el disco Lateralus de Tool, que cuenta con varias variantes en el orden de las canciones, muchas de las cuales están inspiradas en teorías o ecuaciones matemáticas.
Por ejemplo, el último disco de ABBA en su primera formación, The Visitors (álbum) de 1981, es un álbum no conceptual. Sin embargo es el álbum más "oscuro", alternativo y con sonidos más sintetizados y extravagantes que ha ofrecido el grupo hasta la fecha. Todas las canción hablan de un tema negativo: el divorcio, When All Is Said And Done (en Español: No Hay A Quien Culpar); el sentimiento de los padres al ver a sus hijos crecer, Slipping Through My Fingers (en Español: Se me está escapando); los soldados de una batalla, Soldiers; el excentrismo y el exceso, Head Over Heels; la guerra fría, The Visitors (Crackin' Up); Un hombre soltero que acude a una cita doble leída en un periódico, Two for the price of one; etc. Por lo tanto este álbum no es conceptual en sí mismo, pero presenta una configuración de canciones negativas, con un nuevo sonido y composiciones más melancólicas en conjunto, en contraste con el Pop más alegre que hicieron durante los 70. Esta tendencia continuó durante 1982 lanzando los sencillos Under Attack y The Day Before You Came. Estás canciones vuelven a presentar temas oscuros y ambientes extraños de sintetizadores. Según los propios miembros de ABBA, Björn y Benny, la canción (The day before you came) tiene una letra común: Esta mañana he visto la televisión, he desayunado, he tomado el tren, etc. Sin embargo es la música lo que hace que parezca que un suceso extraño y trágico está por ocurrir o ya ha ocurrido, por eso la letra es ingeniosa e inteligente. -Ellos dijeron. De hecho la canción está compuesta musicalmente de forma repetitiva para que cuadre con el verso regular de I must, I must, I must, etc. (Yo debí haber hecho, yo debí, etc.) Haciéndola una canción trágica y continuando con la tendencia decayente del grupo, revelando una madurez tanto artística como en composiciones, como en ambientes y sonidos, marcando la etapa más conceptual del grupo, con otras canciones no lanzadas como I Am the city.

## Antecedentes
Los que podrían ser, tal vez, considerados como los primeros ejemplos de álbumes conceptuales fueron lanzados a finales de los años 1930 por la cantante estadounidense Lee Wiley, que contenían ocho canciones de compositores de la época, como Harold Arlen y Cole Porter.
A finales de los años 1940, el pianista de Kansas City Pete Johnson grabó el álbum Pete's House Warmin', en el cual empieza tocando solo, supuestamente en una casa nueva vacía, y a él se le van sumando J. C. Higgenbotham, J. C. Heard y otros intérpretes de Kansas.
Por el lado de la música folk, el primer álbum de Woody Guthrie, Dust Bowl Ballads (1940), es también una posibilidad temprana.

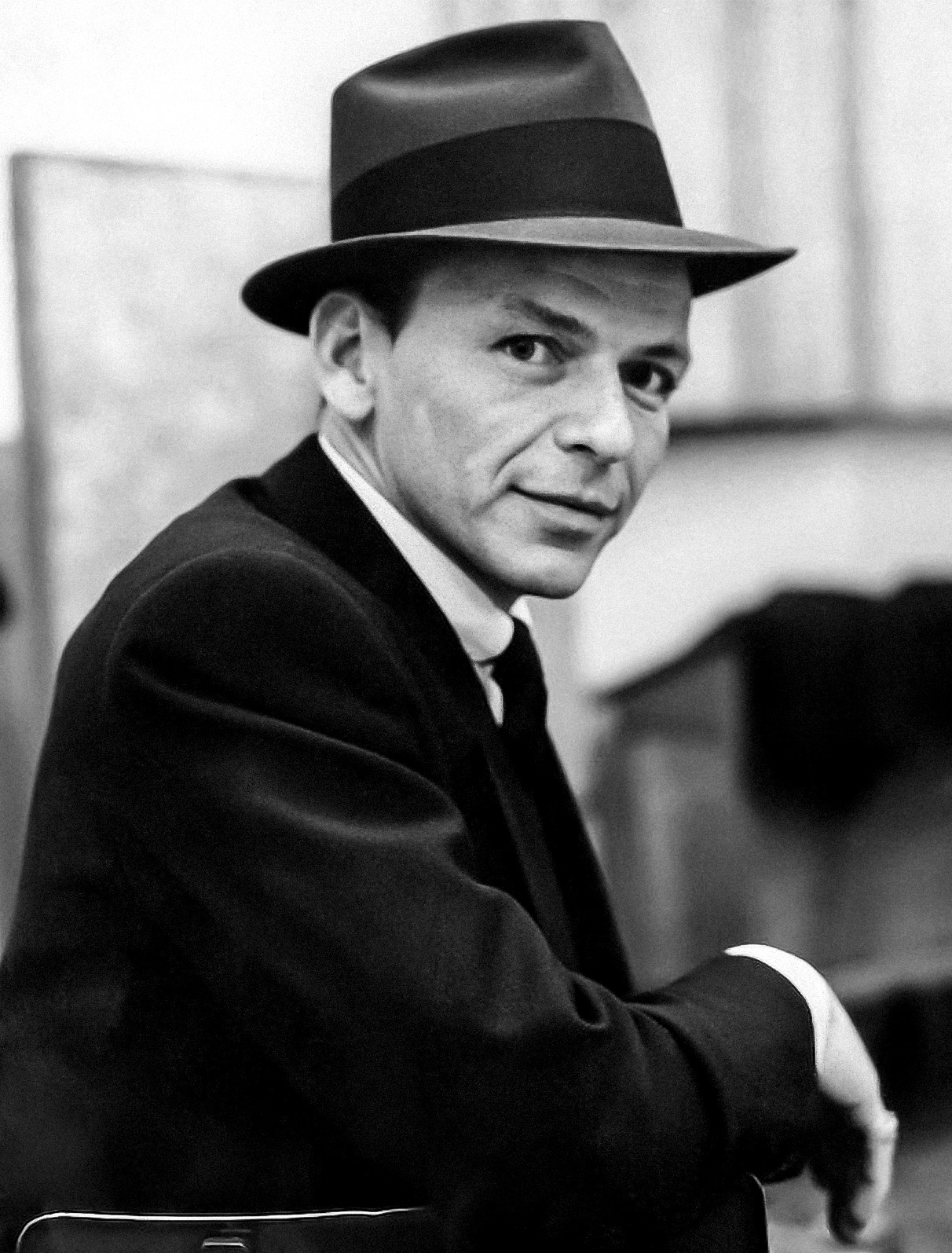
Frank Sinatra es mencionado como el primero en publicar un álbum conceptual "In the Wee Small Hours" en 1955.

Frank Sinatra -con The Voice of Frank Sinatra (1945) y seguidamente con sus álbumes temáticos de la década de los '50, empezando con Songs for Young Lovers y Swing Easy-, suele ser mencionado como el que popularizó y desarrolló la idea del "álbum conceptual", y fue durante este período cuando el término específico comenzó a ser usado. Tal vez, el primer álbum conceptual completo de Sinatra es In the Wee Small Hours (1955), donde las canciones -todas baladas- fueron especialmente grabadas para el álbum, y organizadas alrededor de un tema central: una noche solitaria y dolorosa debido a un amor perdido. Además, la portada del álbum acentúa ese tema.
La mayoría de los álbumes de Sinatra en los '50 giran alrededor de un tema principal, como por ejemplo, Come Fly With Me! presentaba canciones relacionadas con la geografía; Come Dance With Me relacionadas con el baile; Frank Sinatra Sings for Only the Lonely relacionadas con las pérdidas y la soledad, etc.
Sin embargo, la noción de álbum conceptual no se fijó realmente en ese tiempo, y casi no fue imitada, excepto por ejemplos ocasionales como Gunfighter Ballads and Trail Songs (el disco de 1959 del cantante country Marty Robbins) o The Genius Hits the Road (el disco de 1960 de Ray Charles, donde cada canción se refería a un estado de los EE. UU. (Georgia on my Mind, Mississippi Mud, etc.). Tal vez, el primer ejemplo por el lado del rock sea Little Deuce Coupe (1963), de The Beach Boys, en el cual cada una de las 12 canciones que contenía trataban de la cultura automovilística estadounidense. Todos los temas de un disco posterior, Beach Boys' Party!, de la misma banda están ambientados como si hubiesen sido grabados en una sola toma durante una reunión entre amigos. En el pop un claro antecedente sería el disco Diario di una sedicenne (1963) de la cantante italiana Donatella Moretti. Las doce canciones compuestas por Loredana Ognibene narran los acontecimientos de una adolescente de dieciséis años. En el álbum, cada canción brinda la sensación de un capítulo del diario que mantiene la joven.

## Los años sesenta

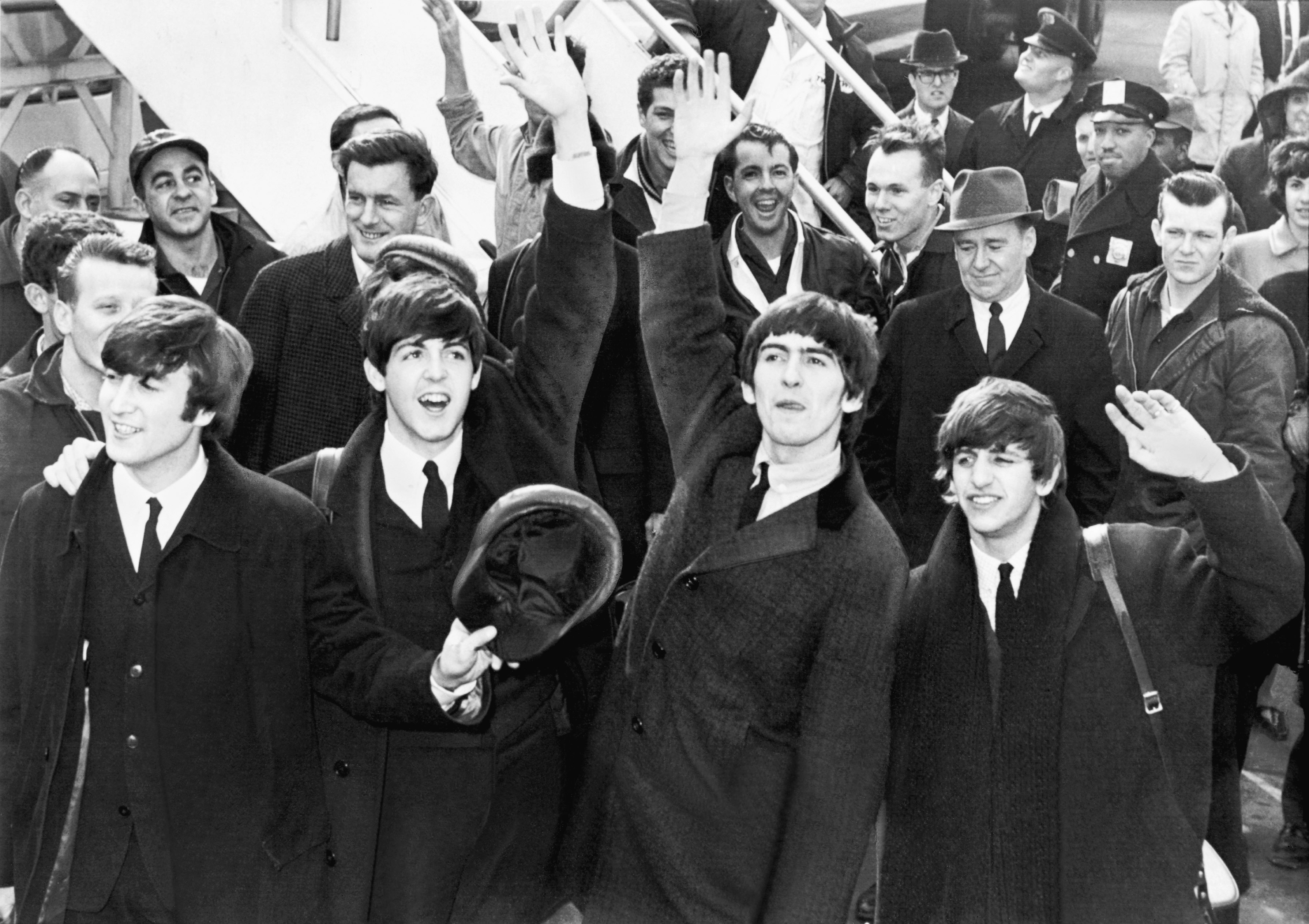
The Beatles incursionó en el álbum concepto con Sgt. Pepper´s Lonely Hearts Club Band.

En 1966, varios lanzamientos de discos de rock son de álbumes conceptuales, en el sentido de que presentan una lista de canciones unidas por una temática. Estos lanzamientos también instan a varios artistas a hacer su propio intentl, como Freak Out!, la sarcástica obra sobre EE. UU. y la música rock del grupo de Frank Zappa The mothers of invention; y Face to Face, de los Kinks, una obra sobre la idiosincrasia de la gente común. Sin embargo, ninguno de estos discos tuvo un gran éxito comercial ni sentaba bases sólidas para hablar de un nuevo tipo de álbum, a pesar de ser innovadores y muy importantes para el desarrollo de otras formas de música.
Todo esto cambió con el famoso álbum de los Beatles Sgt. Pepper's Lonely Hearts Club Band (1967). Con su lanzamiento en junio de 1967, la noción de álbum conceptual pasó a ser la vanguardia en la crítica musical y en el ambiente de la música. La frase "album conceptual" terminó por pasar al léxico popular. Además de quedar imbuido de una intención artística, el término “álbum conceptual” pasó a estar asociado definitivamente con la idea de ser un disco más creativo o digno de atención que el resto, cuyas canciones matenian una conplicidad temática y estética así como una consonancia sonora. 
Sin embargo, el Sgt. Pepper's aunque considerado el primer álbum conceptual propiamente dicho, es, según muchos críticos, un álbum conceptual solo en algunos sentidos de la definición. Hubo, en algún momento durante la grabación del disco, un intento por relacionar las canciones con un excéntrico programa de radio sobre la vida de un músico que pertenecía a la marina y sus defectos; pero esta idea se perdió al final de la producción. En esta, los Beatles adoptaban supuestamente el papel de personajes ficticios, el “Lonely Hearts Club Band”, y este tema envolvía al resto del álbum. Sin embargo, la mayoría de las canciones no tienen relación con este tema, y los personajes ficticios son poco desarrollados, a excepción de “Billy Shears” que es interpretado por Ringo Starr. Por otra parte, se pueden encontrar pequeñas historias en varias de las canciones, especialmente en aquellas escritas por Paul McCartney, elementos comúnmente encontrados en otros trabajos temáticos como musicales u óperas. Este sentimiento es reforzado por el estilo del álbum de correr las canciones una tras otra (sin una pausa) o unidas por transiciones en vez del silencio que se da comúnmente entre las canciones. De cualquier forma, aunque existe debate sobre si el Sgt. Pepper's es un álbum conceptual, no hay duda de que sus innovaciones inspiraron por primera vez a gran escala a otros artistas para producir ese tipo de álbumes. Los Beatles mismos estuvieron muy orgullosos del Sgt. Pepper's por sus logros artísticos; pero tanto Lennon como McCartney se distanciaron de la etiqueta de “álbum conceptual” para ese disco, a pesar de que fuera ampliamente reconocido como tal. Al tiempo que Sgt. Pepper's triunfaba en el mundo, muchos artistas quisieron subirse al fenómeno, con distintos resultados. Los Rolling Stones intentaron imitar el Sgt. Pepper's con referencias más explícitas a las drogas en Their Satanic Majesties Request, aunque el álbum tuvo un fracaso comercial. Si bien el álbum no hace intentos por llegar a un tema común, lo que une las canciones es, principalmente, la atmósfera musical, los temas de las letras y la psicodélica portada del disco. Los mismos Stones nunca identificaron al disco como un álbum conceptual.
Lanzado tan solo una semana luego de Their Satanic Majesties Request, los Who lanzaron The Who Sell Out, un disco que toma la idea de una transmisión radial pirata. Dentro del álbum, la banda intenta tocar cada canción en un estilo musical diferente, como si estuvieran interpretadas por diferentes bandas. Los temas estaban entremezclados con pequeñas melodías publicitarias de diferentes productos, tanto fictivas como reales, como Heinz Baked Beans, Track Records y Premier Drums, entre otros. El arte de tapa seguía con este tema, en donde se presentaba a los cuatro miembros de la banda como modelos de diferentes anuncios. El disco tuvo un relativo éxito, llegando al puesto 13 en los charts británicos y al 48 en los de EE. UU.
Dos discos lanzados a finales de 1967 también fueron álbumes conceptuales, pero no contaron con tanta atención por parte de la prensa:
Days of Future Passed (1967), por los Moody Blues, alternaba canciones del grupo con interludios orquestales para documentar cómo es el día de un hombre normal. A pesar de que ni disco ni la banda recibieron los mismos respetos que otras bandas como The Who o The Kinks, el álbum fue bastante exitoso comercialmente.
The Story of Simon Simopath, de la banda inglesa Nirvana, lanzado en octubre de 1967, tenía un texto dando la “historia” o el guion del álbum, descrito como una pantomima de ciencia ficción. El disco recibió buenas críticas, pero no contó con grandes ventas en Gran Bretaña.
El álbum S.F Sorrow (lanzado en diciembre de 1968), del grupo británico The Pretty Things, es generalmente considerado como uno de los primeros álbumes conceptuales exitosos creativamente en el rock. En el disco, cada canción es parte de una historia: la vida del personaje principal, Sebastian Sorrow. A pesar de la efectiva calidad de su producción y de haber recibido casi unánimemente entusiastas reseñas por parte de la crítica, el disco no fue un gran éxito comercial. Sin embargo, el hecho de que el álbum había sido utilizado efectivamente para seguir una historia, fue notado por otros artistas, como Ray Davies de los Kinks, quien ya estaba trabajando en su propio proyecto en el género: The Kinks Are the Village Green Preservation Society. El álbum de los Pretty Things tuvo impacto en algunos artistas importantes y en la misma cultura del rock. Antes de su lanzamiento, la banda había sido catalogada como de R&B (“rhythm and blues”); pero luego de su disco conceptual, pasó a ser considerada como un grupo de Rock Progresivo.
Cinco meses después, en abril de 1969, The Who lanzó Tommy, la ópera rock (o “rock opera”) compuesta por Pete Townshend e interpretada por los Who. Esta aclamada obra se presentó en dos discos (inusual en esos días) y logró que tanto la crítica como el público apreciaran aún más a los álbumes temáticos. Tommy también fue el primer álbum conceptual que seguía una historia (a diferencia de los que simplemente tenían canciones unidas por un tema) y lograba un gran éxito comercial en la era del rock. Los Who fueron más lejos con la exploración del formato de álbum conceptual con su siguiente obra, Lifehouse –que fue abandonada antes de ser completada- y con su ópera rock de 1973, Quadrophenia.
Cinco meses después del lanzamiento de Tommy, los Kinks lanzaron su propia ópera rock, Arthur (Or the Decline and Fall of the British Empire) (septiembre de 1969), escrita por Ray Davies. Arthur... fue el primero de varios álbumes conceptuales que la banda editó en la primera mitad de la década de 1970. Estos son: Lola versus Powerman and the Moneygoround, Part One (1970), Preservation Act 1 (1973), Preservation Act 2 (1974), Soap Opera (1975) y Schoolboys in Disgrace (1976).
Astral Weeks, de Van Morrison (lanzado en 1968), fue otro disco de muy buenas críticas pero que no vendió bien inicialmente.
Small Faces sacaron lo que puede ser un medio álbum conceptual, Ogden's Nut Gone Flake, ya que un lado del álbum contaba la historia de felicidad Stan (“The Story of Happiness Stan”), una serie de canciones unidas por una narrativa del comediante Stanley Unwin

## Los años setenta, el rock progresivo, el glam y la música electrónica
Los álbumes conceptuales son especialmente comunes en el rock progresivo de la década de 1970, aunque esto no siempre se tradujo a un éxito comercial o artístico duradero. El 15 de marzo de 1971, la banda argentina Vox Dei publicaba uno de los primeros álbumes conceptuales en español, titulado La Biblia, basado completamente en las Sagradas Escrituras. Su tema inicial, "Génesis", está considerado hoy uno de los más logrados en el rock en español. Este trabajo puso en primer plano un incipiente y casi desconocido movimiento de rock en español en Sudamérica. 
Pero el más claro ejemplo de disco conceptual es el 666 de la banda griega Aphrodite's Child, integrada por Evangelos Odysseas Papathanassiou (Vangelis), Artemios Ventouris-Roussos (Demis Roussos), Anargyros «Silver» Koulouris y Loukas Sideras, quienes después de lanzar dos álbumes exitosos aunque ligeros, se embarcaron en el ambicioso proyecto de crear una versión musical del Apocalipsis de San Juan. A pesar del involuntario autosabotaje como elegir una carátula roja con letras en marco negro en las que destacaba el número 666, la desafortunada referencia al sahlep que se tomó por el nombre de una inexistente divinidad pagana (siendo en realidad una bebida no alcohólica turca) y la inclusión de la canción "∞" ("Infinity") dramáticamente cantada por la gran actriz griega Irene Papas, que era prácticamente un orgasmo de 5 minutos, causaron un boicot entre grupos religiosos fundamentalistas y postergaron la salida del álbum hasta que la banda se había separado; el LP fue un éxito y es considerado un disco de culto. La banda alemana Triumvirat lanzó un álbum llamado Spartacus, sobre la vida del famoso gladiador romano Espartaco. A pesar de que el álbum es, para algunos, un ejemplo clásico de un álbum conceptual de rock progresivo, el disco en cuestión disfrutó de poco éxito comercial. Sin embargo, otras bandas contaron con un gran éxito, tanto comercial como artístico. Pink Floyd se convirtió de una peculiar formación psicodélica de los ’60 en una banda de rock progresivo de enorme éxito, comenzando su serie de álbumes conceptuales con The Dark Side of the Moon (1973) y siguiendo con Wish You Were Here (1975), Animals (1977), The Wall (1979) y The Final Cut (1982), con Roger Waters especialmente dedicado a las letras y David Gilmour a la música. De hecho, tres de estos álbumes están entre los 50 más vendidos en la historia de la música.
Mención especial merecen varios álbumes de The Kinks: Preservation (en dos actos), Soap Opera, Arthur y Schoolboys in Disgrace, cada uno de los cuales no solo está inscrito en la categoría de álbumes conceptuales, sino que, además, son piezas teatrales cercanas al vodevil y la opereta.
Yes también sacó al mercado varios álbumes conceptuales durante los ’70, especialmente el disco Tales from Topographic Oceans, que se convertiría en una obra esencial del rock progresivo, aunque marcaría el inicio de la decadencia del género. Ian Anderson, de Jethro Tull, también escribió varios álbumes conceptuales, especialmente Thick as a Brick, el cual era una sola canción de unos 43 minutos con material que buscaba parodiar al rock progresivo.

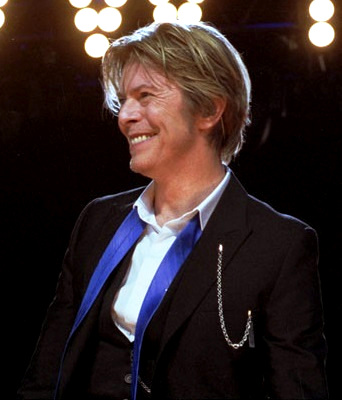
David Bowie publicaría en 1972 uno de los álbumes conceptuales más destacados de la década The Rise and fall of Ziggy Stardust

Fuera de este género, aunque influenciado por él, los álbumes del "Shock-rocker" Alice Cooper solían narrar una historia y girar en torno a un concepto central. Los álbumes School's Out, de 1972, o Welcome to My Nightmare, de 1975, son dos buenos ejemplos de ello. También el roquero glam David Bowie grabó The Rise and Fall of Ziggy Stardust and the Spiders from Mars (1972), un ejemplo clásico de un álbum conceptual. El disco cuenta la historia de Ziggy Stardust, un marciano que viene a liberar a la Tierra de la banalidad. El álbum es considerado hoy en día como uno de los discos de rock definitivos de los ’70, habiendo ganado varios premios y la aclamación de la crítica.
La banda de country rock Kenny Rogers and the First Edition lanzó The Ballad of Calico (1972), un disco que cuenta la historia verídica del pueblo minero de Calico, California. A pesar de que el álbum no llegó al top 10 de los charts de pop, se ha ganado un lugar como un disco casi de culto. Más tarde en la misma década, Rogers tendría otro éxito con el álbum conceptual The Gambler.
La banda de rock progresivo Genesis lanzó en 1974 su álbum más ambicioso The Lamb Lies Down on Broadway, una producción adelantada a su época de casi una hora y media que presentaba en un estilo claustrofóbico y asfixiante (con claras referencias a "El Proceso" de Franz Kafka). la surrealista aventura de Rael, un joven mitad puertorriqueño, en Nueva York quien es succionado por una nube obscura y trasladado a un mundo de personajes misteriosos y figuras mitológicas del cual trata de escapar. El letrista, músico, cocompositor y cantante de Genesis, Peter Gabriel, concibió la historia y escribió las letras de las canciones.
En 1976, la banda canadiense Rush lanzó el álbum conceptual 2112. La canción que daba nombre al disco era una pieza de 20:34 minutos, que contaba la historia de un mundo totalitario futurista, donde la libertad de expresión y el pensamiento creativo no existen. Algunos creen que la historia estaba inspirada en el clima político de la Unión Soviética a comienzos del siglo XX. Otros consideran que la historia estaba influenciada por la novela de Ayn Rand "¡Vivir!". El resto del álbum consistía en canciones que no tenían relación alguna con la trama de 2112. El disco representó un hito en la carrera de Rush. La banda repetiría el formato en su álbum Hemispheres, de 1978, con una canción capitular de 18 minutos donde los hemisferios cerebrales se enfrentan por el dominio de la humanidad.
El ingeniero y productor Alan Parsons creó The Alan Parsons Project con Eric Woolfson a mediados de los '70 y continuó durante los 80, convocando a varios músicos para trabajar en el proyecto a lo largo de los años. The Alan Parsons Project sería un proyecto dedicado exclusivamente a crear álbumes conceptuales que exploraran una temática específica en vez de narrar una historia. Los temas tratados, en orden cronológico, incluyen: El terror ficticio de Edgar Allan Poe (Tales of Mystery and Imagination); el futuro de la humanidad inspirado en los relatos de Ciencia ficción de Isaac Asimov (I Robot); la creación y el rol de las grandes maravillas construidas por el hombre (Pyramid); el efecto de la mujer en la sociedad (Eve); las consecuencias de los juegos de azar y las apuestas (The Turn of a Friendly Card); la vigilancia en la sociedad (Eye in the Sky); el efecto del pecado (Ammonia Avenue), el consumismo (Vulture Culture) y la fama (Stereotomy)); además de un álbum sobre la arquitectura de Antoni Gaudí (Gaudi). La característica de todos los álbumes de The Alan Parsons Project es la inclusión de una o más canciones instrumentales que tratan de establecer una base ambiental, intentando capturar el clima del álbum en música sin contar una historia con palabras. Algunas de las canciones más conocidas de The Alan Parsons Project son instrumentales, como «Sirius», de Eye in the Sky.
Por su parte, el músico y compositor Mike Oldfield desarrolló entre 1973 y 1978 una serie de álbumes de corte progresivo y experimental con un alto componente folk, tales como Tubular Bells, Hergest Ridge, Ommadawn e Incantations, obras instrumentales el núcleo conceptual es más estilístico que argumental.

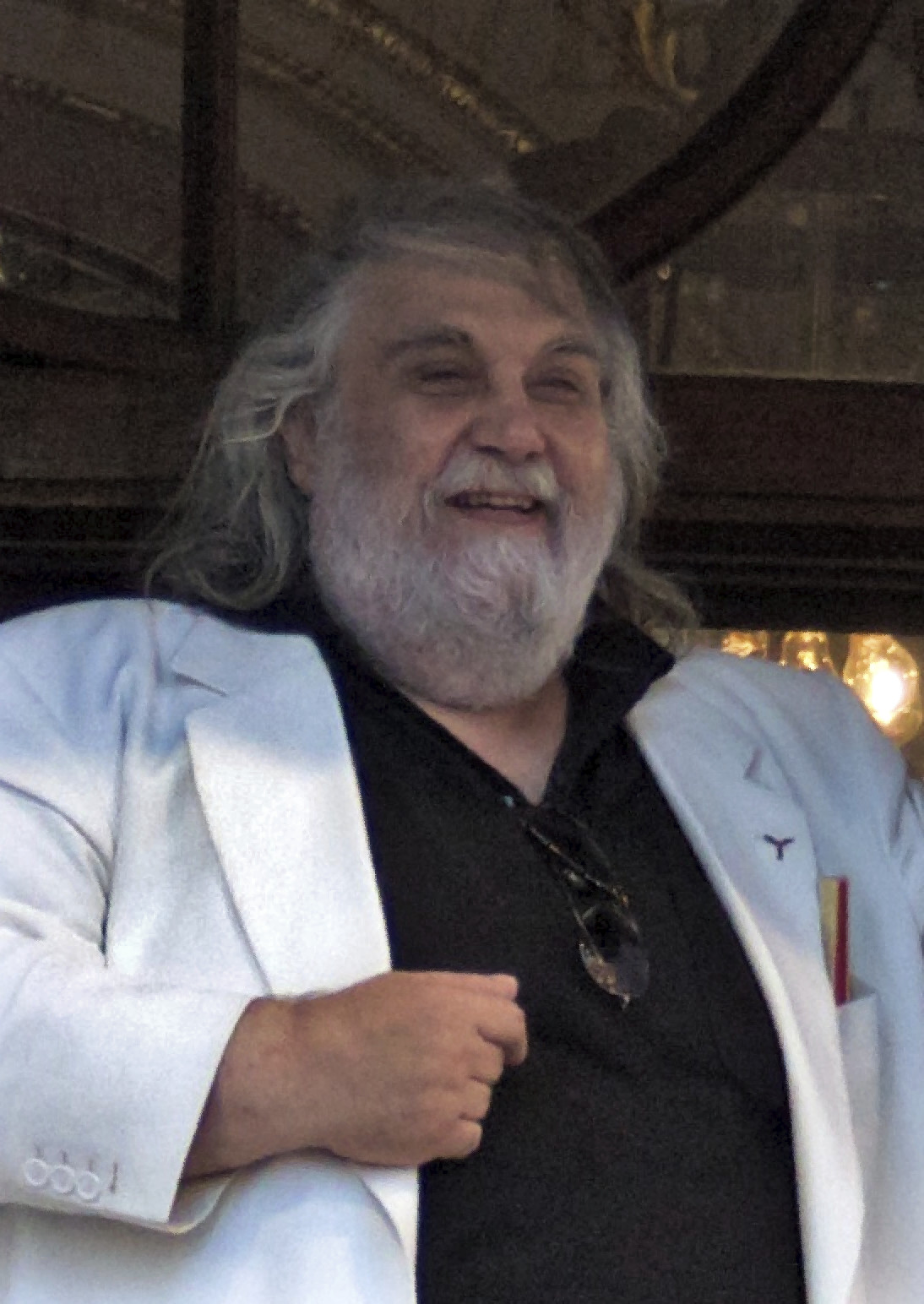
Vangelis fue uno de los compositores de música electrónica que destacó en la publicación de álbumes conceptuales.

Más alejados del rock se encontraban algunos de los pioneros de la música electrónica. Vangelis compuso varios de sus álbumes conceptuales más célebres en esta época, entre ellos Heaven and Hell (1975), sobre el cielo y el infierno, y Albedo 0.39 (1976), con temática espacial. Los alemanes Tangerine Dream desarrollaron conceptos algo más opacos en álbumes como el oscurantista Zeit, un intento de expresar musicalmente la enormidad del cosmos. Jean Michel Jarre obtuvo gran éxito al final de la década con grabaciones como Oxygène o Equinoxe, unificados por conceptos espaciales y ecologistas: casi todos sus álbumes mantienen el mismo formato. Brian Eno, ex componente de Roxy Music, ayudó a difundir el concepto de música ambiental (Ambient) con una serie de discos conceptuales extremadamente minimalistas, iniciados por Ambient 1: Music for Airports.
Por último, merece la pena mencionar el doble álbum Musical Version of the War of the Worlds, de Jeff Wayne, que es al mismo tiempo un álbum de rock progresivo-sinfónico y un "audiolibro", ya que abunda en extractos de la novela de H. G. Wells de la que es adaptación.
Pero ningún artículo sobre el Rock Progresivo Conceptual estaría completo si no se menciona a Rick Wakeman quien hasta la fecha ha compuesto más de 100 álbumes conceptuales, entre los que destacan: "The Six Wives of Henry the VIII", una descripción musical de las seis esposas de Enrique VIII y considerado un ícono del Rock Progresivo Sinfónico; "Journey to the Centre of the Earth", basado en el libro homónimo de Julio Verne; "The Myths & Legends of King Arthur and the Knights of the Round Table". inspirado en diversas leyendas arturianas; "No Earthly Connection, acerca de la búsqueda del alma musical; "Criminal Record", un álbum vinculado a grandes criminales y la justicia; y "Softsword", un disco histórico musical acerca del Rey Juan I Plantagenet y la elaboración de la Carta Magna; entre muchos otros.

The Wall, de Pink Foyd es uno de los álbumes conceptuales más aclamados de la historia.

A pesar de que el rock progresivo estaba comenzando a declinar, los álbumes conceptuales continuaron editándose. Pink Floyd sacaría The Wall (1979), el cual se convertiría en uno de sus discos más famosos, además de adaptarse al cine y reconociéndose además como uno de sus álbumes conceptuales más aclamados por la crítica; además de haber tenido una buena recepción por el público.

## El punk, new wave, el metal y el dark de los años ochenta
En 1981 el grupo Kiss editó Music from The Elder con la idea de hacer una película. El disco claramente conceptual narra la historia mitológica de un joven que es entrenado para convertirse en una especie de héroe. Este álbum, producido por Bob Ezrin (Welcome To My Nightmare de Alice Cooper y The Wall de Pink Floyd), quien ya había producido el exitoso Destroyer en 1976, no fue bien recibido por la ya enorme legión de fanes del grupo, por un lado estaban acostumbrados al hard rock de la banda y tampoco estaban agradado de los dos discos previos "Dynasty" y Unmasked" que eran más comerciales. A pesar de todo y en términos estrictamente musicales, Music from The Elder es un buen álbum,[cita requerida] con arreglos orquestales y corales unas cuantas guitarras acústicas, pianos y teclados. Hay que destacar la participación de Michael Kamen (S&M de Metallica y The Final Cut de Pink Floyd) y del ex Velvet Underground Lou Reed. Pero el mal momento que vivía el grupo a nivel comercial la cercanía del disco al rock progresivo (que estaba borrado del mapa) y los problemas internos del grupo conspiraron para su eventual fracaso. El álbum, uno de los menos vendidos de Kiss es considerado la "Oveja negra" en la discografía de la banda. Curiosamente, no hay ni una foto de la banda en el disco que estrenaba a Eric Carr en la batería.
Styx sacó en 1981 Paradise Theater, un álbum conceptual acerca de un decadente teatro en Chicago que se convierte en una metáfora de la niñez y la cultura estadounidense; y en 1983 Kilroy Was Here, una ópera rock de ciencia ficción acerca de un futuro donde los “moralistas” encarcelan a los fanáticos del rock. Los canadienses de Rush vuelven a explorar el formato con Grace Under Pressure de 1984, donde el concepto esta vez trata sobre la fortaleza de ánimo para enfrentar realidades adversas, sazonadas con un toque futurista.

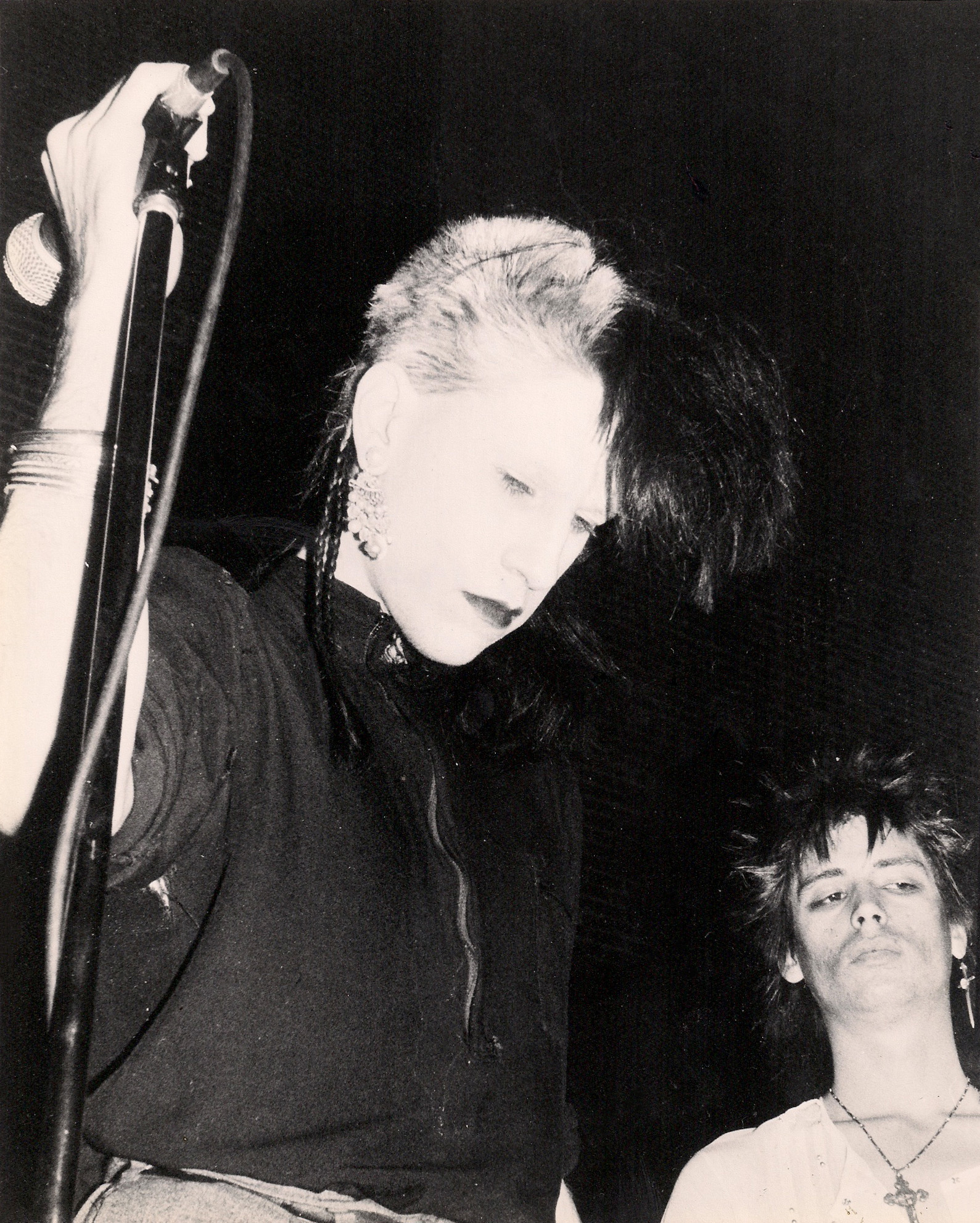
Christian Death publicaría en 1982 un álbum conceptual que sería el germen de un nuevo subgénero, el Deathrock

La banda estadounidense Christian Death publicaría en 1982 su álbum debut "Only Theatre of Pain", considerado por la mayoría de los críticos como el precursor del Deathrock que contenía 10 canciones originales que tenían como concepto "la muerte de la cristiandad", que se puede observar en su implacabilidad en su adopción morbosa de la escatología cristiana, así como en la densa atmósfera musical que desarrolla. Se convirtió en una obra fundamental del Rock gótico que sirvió de inspiración para futuros artistas dentro y fuera del género, como Marylin Manson, que reconocen la influencia de este álbum. 
Pink Floyd publicaría The Final Cut en 1983, otro álbum conceptual centrado en la crítica a la guerra.
En junio de 1985, la banda inglesa de rock neoprogresivo Marillion publica su exitoso Misplaced Childhood que es el tercer álbum de la banda. Misplaced Childhood trata sobre el amor, el éxito repentino y la infancia perdida. El vocalista del grupo, Fish, explicó que había concebido el disco bajo los efectos del LSD. Varias de las pistas contienen referencias autobiográficas: "Kayleigh" habla sobre una antigua novia del vocalista, y "Heart of Lothian" hace alusión a la religión tradicional de Escocia (puesto que Fish es escocés).
Bandas como Queensrÿche con Operation: Mindcrime e Iron Maiden con Seventh Son of a Seventh Son también disfrutaron de cierto éxito con álbumes conceptuales en los años 80.
El Punk rock y la New wave también tuvieron sus discos conceptuales. Black Flag tuvo un disco de culto con Damaged. La banda punk Dead Kennedys lanzó Plastic Surgery Disasters, un álbum conceptual acerca de la sociedad moderna que se convertiría en uno de sus discos más conocidos. Otras dos bandas de la escena hardcore punk de California, Hüsker Dü y Minutemen, ambas en el sello SST, lanzaron discos conceptuales dobles casi en simultáneo. Entusiasmados con la idea del Zen Arcade de Hüsker Dü, los Minutemen se apresuraron y sacaron para la misma fecha Double Nickels On The Dime, álbum unido conceptualmente a partir de los motores de los autos de cada integrante.
Los discos de la banda irlandesa U2 a pesar de no tener una “historia” han tenido casi siempre un concepto[cita requerida]. Igualmente ocurre con Depeche Mode, el álbum Construction Time Again (1983) es un álbum conceptual de atmósfera socialista, industrial y maquinista; Music for the Masses lo es en cierto modo por bases, ritmos y hasta melodías recurrentes en todos sus temas. La música electrónica, en este sentido, produce en muchos casos álbumes que pueden considerarse conceptuales, puesto que como en una sinfonía recogen variaciones sobre un mismo motivo musical, a veces inspirado en un tema concreto, y a veces dividido en fragmentos temporales más "comerciales" que apenas quitan continuidad a la pieza. Así, el caso del primer EP de The Human League titulado The Dignity Of Labour (abril de 1979) las cuatro partes se recogen también en el álbum Reproduction. Un caso más es Architecture & Morality de Orchestral Manoeuvres in the Dark (OMD) que bajo esas dos consignas del título recoge, por ejemplo, dos piezas dedicadas a Juana de Arco.
Prince también tuvo gran éxito con su álbum conceptual Purple Rain.
El artista de música country Kenny Rogers lanzó Gideon (1980), su tercer disco conceptual.
En 1984 la banda Legendary Pink Dots lanzó el álbum conceptual The Tower.
En 1986 el grupo chileno Los Prisioneros lanzó el álbum conceptual Pateando Piedras.
En 1988 la banda canadiense Voivod lanzó su cuarto álbum, Dimension Hatröss, un álbum conceptual que habla sobre un mítico vampiro posapocalíptico que viaja a una dimensión que él mismo crea y experimenta qué sucede allí.
Cabe destacar a la banda de Heavy Metal Iron Maiden que, en el año 1988 saca su séptimo álbum, llamado Seventh Son of a Seventh Son, acerca de la historia de un vidente; el séptimo hijo de un séptimo hijo, que tendría facultades psíquicas como la clarividencia y otras mancias.
Cada canción relata un tramo de la vida de este personaje, desde el nacimiento ("Moonchild"), el descubrimiento de sus poderes y su destino ("Can I Play with Madness") y su inminente muerte ("Only The Good Die Young").

## El arte conceptual en la década del 90
La Reina del Pop, Madonna, publicó en 1992 un controvertido álbum llamado Erotica; ya escuchando su nombre los críticos sabían de que se trataba el álbum: sexo. Pero se equivocaron. Apenas había tres canciones que hablaban sobre las relaciones sexuales: "Erotica", "Where Life Begins" y "Did You Do It?". Es un álbum conceptual porque habla del amor y las relaciones, sin usarlos como sinónimos.
En 1992 se publica el álbum de la banda estadounidense W.A.S.P. The Crimson Idol en un formato similar a las ópera rock de los años 70s, que cuenta la historia del ascenso y caída de una estrella de rock ficticia llamada Jonathan Steel. "Una historia (que podría ser perfectamente la del propio Blackie, eso si, suficientemente amplificada) trágica, de triunfo y decadencia."
Entre 1990 y 1992, cabe destacar el trabajo realizado por Lou Reed en el álbum Songs for Drella y el álbum Magic and Loss. El primero junto a John Cale, en memoria de Andy Warhol. El segundo sobre la "magia y la pérdida" tras la muerte de dos amigos personales.
En 1993 la banda argentina Patricio Rey y sus Redonditos de Ricota publica el álbum doble conceptual Lobo suelto, Cordero atado, el cual narra la historia de Lupus, el lobo, y Rulo, el cordero. Posteriores discos como Luzbelito y Momo sampler también exploran temas conceptuales a lo largo del álbum
En 1994 Trent Reznor, de la banda industrial Nine Inch Nails editó The Downward Spiral. Este álbum conceptual está basado en la historia de un personaje, supuestamente el mismo Reznor, que pierde un elemento importante de su vida tras otro. Se cubren temas como la religión perdida, la malicia en los medios, relaciones defectuosas, el uso de drogas, la violencia, la autodestrucción y el suicidio. Cinco años después lanzó The Fragile, otro disco conceptual en el que se narra los mismos temas pero en otro punto de vista.
En 1995 la banda uruguaya El Cuarteto de Nos lanzó Barranca abajo. Este álbum conceptual se basa en la historia de un personaje llamado José Barrancas, que por cada canción que transcurre, su vida empeora cada vez más, desde el fracaso de su negocio, la venta de su alma al diablo, hasta la llegada de la muerte para llevárselo.
En 1996 Bersuit Vergarabat edita el disco Don Leopardo, una obra conceptual basada en un personaje imaginario llamado Don Leopardo Vir Thomsio.
La banda de Metal industrial, Fear Factory lanzó varios álbumes conceptuales tales como el famoso Demanufacture, en donde cuenta la historia de la lucha entre el hombre y la máquina, la voluntad humana y el automatismo de la tecnología. También como Obsolete, donde la temática del álbum es una historia acerca del futuro de la humanidad y de cómo las máquinas toman el control de ella. En Digimortal el concepto es acerca de la simbiosis entre humanos y máquinas. La supervivencia de los humanos y las máquinas será gracias a que dependen unos de otros nuevamente. The Industrialist habla del protagonista, "El Industrial", que es la encarnación de todas las industrias en la forma de un autómata. La mecánica, tecnológica y científica avances a través de la era industrial llevó a la creación del industrial.
Dentro del género del heavy metal progresivo, Dream Theater terminó el siglo XX con Metropolis Pt. 2: Scenes from a Memory en 1999. Este álbum conceptual es una secuela de una canción de su disco de 1992 Images and Words, acerca de las pesadillas de un hombre del presente, en donde ve su propia muerte en su anterior vida en 1928. De nuevo en 2005, Dream Theater, lanzó Octavarium, en donde el concepto trata de lo circular de la existencia de las cosas y, especialmente de los humanos, describiendo que cada suceso es una repetición de uno anterior, pero en otro contexto. Symphony X, otra banda del género, lanzó en 2000 su quinto álbum titulado V- The New Mythology Suite, el cual aborda la historia de la leyenda de la Atlántida en la antigüedad.  Pain Of Salvation sacó a la venta recientemente BE. En una línea menos progresiva aunque igualmente conceptual se encuentra Nightfall in Middle-Earth, de los alemanes Blind Guardian, que encuentran inspiración en El Silmarillion de J. R. R. Tolkien. En este sentido, es innumerable la cantidad de ocasiones en que el mundo del metal ha acudido a Tolkien para crear obras con un mayor o menor grado de conceptualidad.

## La llegada del nuevo milenio y los nuevos conceptos
Dentro de la música electrónica y el Techno un ejemplo de álbum conceptual es Metropolis (2001), de Jeff Mills. La banda de electro alemana, Kraftwerk, editó en 2003 Tour de France Soundtracks, el tema principal es el ciclismo. Vangelis, que ya había obtenido gran reconocimiento por sus bandas sonoras, realizó en esta época tres álbumes conceptuales de gran complejidad: Voices, que explora las posibilidades de la voz humana; Oceanic, sobre los océanos; y El Greco, un retrato sonoro del artista y sus obras. Por su parte, Jean Michel Jarre publica en 1993 el álbum Chronologie, inspirado en el libro Breve Historia del Tiempo del célebre físico Stephen Hawking; a su vez, Geometry of Love y Téo & Téa, grabados en los años 2003 y 2007, expresan distintas ideas sobre el amor y las relaciones interpersonales. Mike Oldfield, quien mantuvo un estilo ecléctico durante la década anterior, publicó en esta época The Songs of Distant Earth, única obra de su discografía con un argumento propiamente dicho, que se basa en la novela homónima de Arthur C. Clarke.
El grupo de Rock progresivo Coheed and Cambria también ha hecho varios álbumes conceptuales. Hasta ahora, la banda ha editado cinco discos: The Second Stage Turbine Blade, In Keeping Secrets of Silent Earth: 3, Good Apollo, I'm Burning Star IV, Volume One: From Fear Through the Eyes of Madness, Good Apollo, I'm Burning Star IV, Volume Two: No World For Tomorrow y Year of the Black Rainbow . Sus discos cuentan la historia de Coheed, su esposa Cambria, sus hijos y su intención de salvar el universo. El cantante, Claudio Sánchez, también ha hecho una serie de cómics, llamados The Armory Wars, que completan la historia.

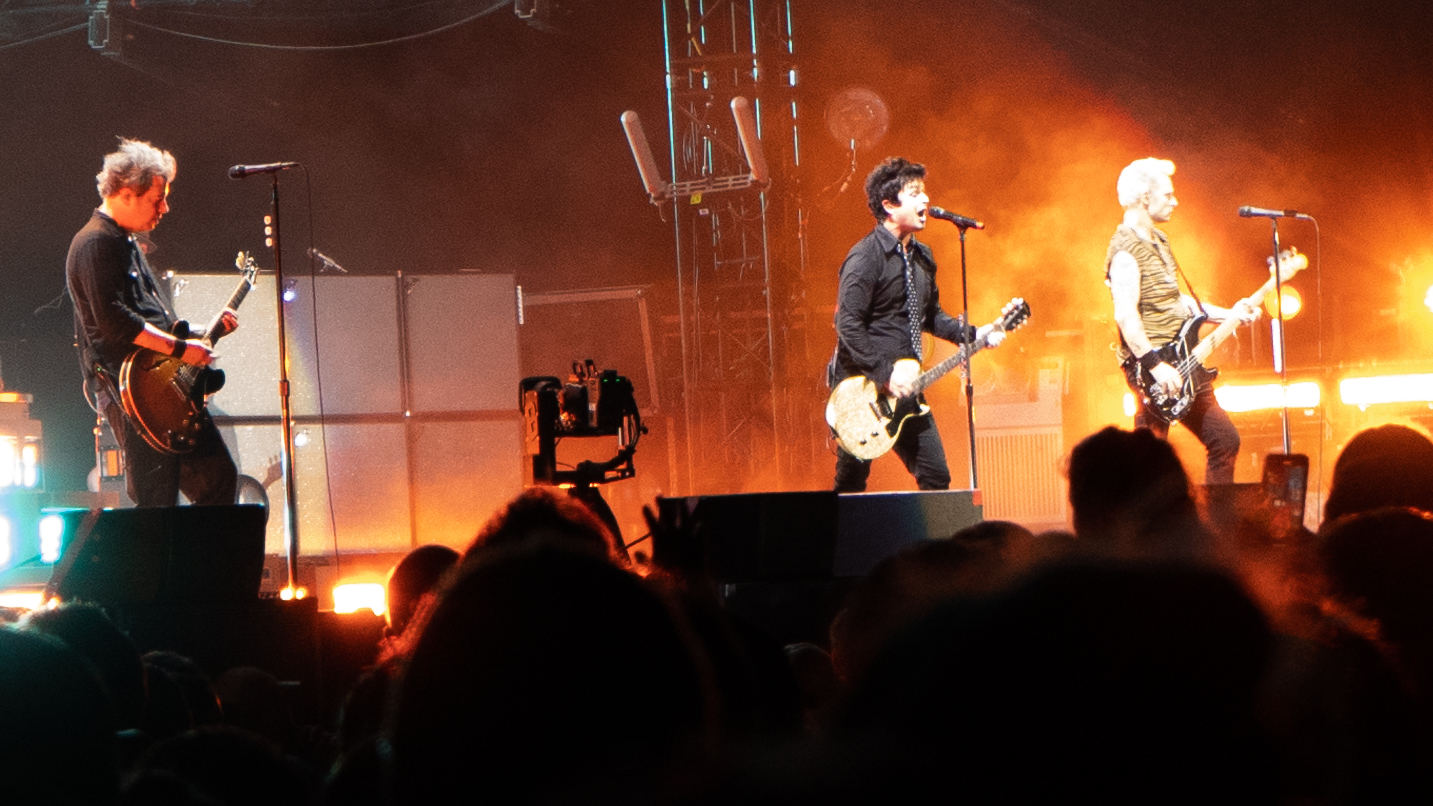
La banda de punk Green Day publicó en 2004 el álbum conceptual American Idiot

En el 2004 la banda de Punk rock Green Day lanzó el álbum conceptual American Idiot. El disco cuenta la historia de un joven de un barrio suburbano (“Jesus of Suburbia”) que deja su pueblo natal y se crea una nueva identidad (St. Jimmy), un supuesto rebelde, conoce a una chica (“Whatsername”), se enamora y sale con ella, recibe una carta de separación (“Letterbomb”) que abre sus ojos, socialmente mata a St. Jimmy y se da cuenta de que el mundo no es como lo pintan, para finalmente regresar emocionalmente más maduro.
Desde los años 80, los álbumes conceptuales han sido frecuentes en el género del power y el epic metal. Una de las bandas más notables del power metal en hacer álbumes conceptuales es Kamelot. Sus discos Epica y The Black Halo, son dos partes de una cuento que cuenta la historia del protagonista Ariel y su interacción con el maligno Mephisto. La historia está inspirada en el Fausto, de Goethe. La banda italiana Rhapsody también tiene varios álbumes de este tipo.
Un álbum conceptual reciente es Foiled, de Blue October, que cuenta la historia de un joven que termina con la chica que ama y se vuelve un drogadicto para luego terminar en un instituto mental. Posteriormente va al casamiento de ella, y decide cambiar para mejor. Finalmente conoce a alguien mejor que su anterior pareja, y el álbum termina en una nota alta con “18th Floor Balcony”.
Tres álbumes de la banda My Chemical Romance: I Brought You My Bullets, You Brought Me Your Love, Three Cheers for Sweet Revenge y The Black Parade son álbumes conceptuales .
Aunque a menudo un artista puede proponerse hacer un álbum conceptual de su próximo disco, la dificultad de crear un trabajo unificado que sea un verdadero álbum conceptual puede detener a muchos artistas de hacer su propio trabajo. Por ejemplo, Billy Corgan, cantante de los Smashing Pumpkins, dijo durante la grabación de Mellon Collie and the Infinite Sadness que el disco sería el “The Wall de los ‘90”, pero durante la grabación, otro material fue a parar dentro del disco y el trabajo final careció de la coherencia requerida, dejando sin concretar el plan de hacer un álbum conceptual.
Resulta imprescindible citar la aportación de la exitosa banda británica, Radiohead al mundo de los álbumes conceptuales. Los primeros son autores de los experimentales OK Computer y Kid A.
Otra artista muy conocida por componer álbumes conceptuales es Björk. La mayoría de sus discos caen en esta categoría, tales como Homogenic, Vespertine, Medúlla, Volta y Biophilia.
El álbum conceptual también se afianzó como una moda o costumbre en el indie rock de los 90's y de la década actual. Además del ya nombrado ejemplo de Mellon Collie and the Infinite Sadness, en 1998 el álbum In The Aeroplane Over The Sea de Neutral Milk Hotel, creado a partir de la historia de Ana Frank y con cierta influencia del Sgt. Pepper de The Beatles, tuvo un gran éxito dentro de los círculos del indie e inspiró una seguidilla de álbumes conceptuales que continúa hasta el disco Funeral de Arcade Fire.
En el 2003 la banda argentina de punk rock Massacre publicaría su álbum conceptual 12 Nuevas Patologías. El álbum contiene doce temas agrupados por diferentes patologías individuales y colectivas, como obsesiones, culpas, fobias, miedos y dudas. En tanto a lo musical, el disco juega con sonidos electrónicos creando una atmósfera y clima de psicodelia.
En el 2008, el dúo alternativo de Chicago Local H lanza su álbum Twelve Angry Months. En doce temas, cada uno representando un mes del año, aborda el tema de una ruptura de una relación amorosa y los distintos estados anímicos que una persona pasa en ese período, desde "January: The one with 'Kid'" hasta el épico tema final "December: Hand to mouth".

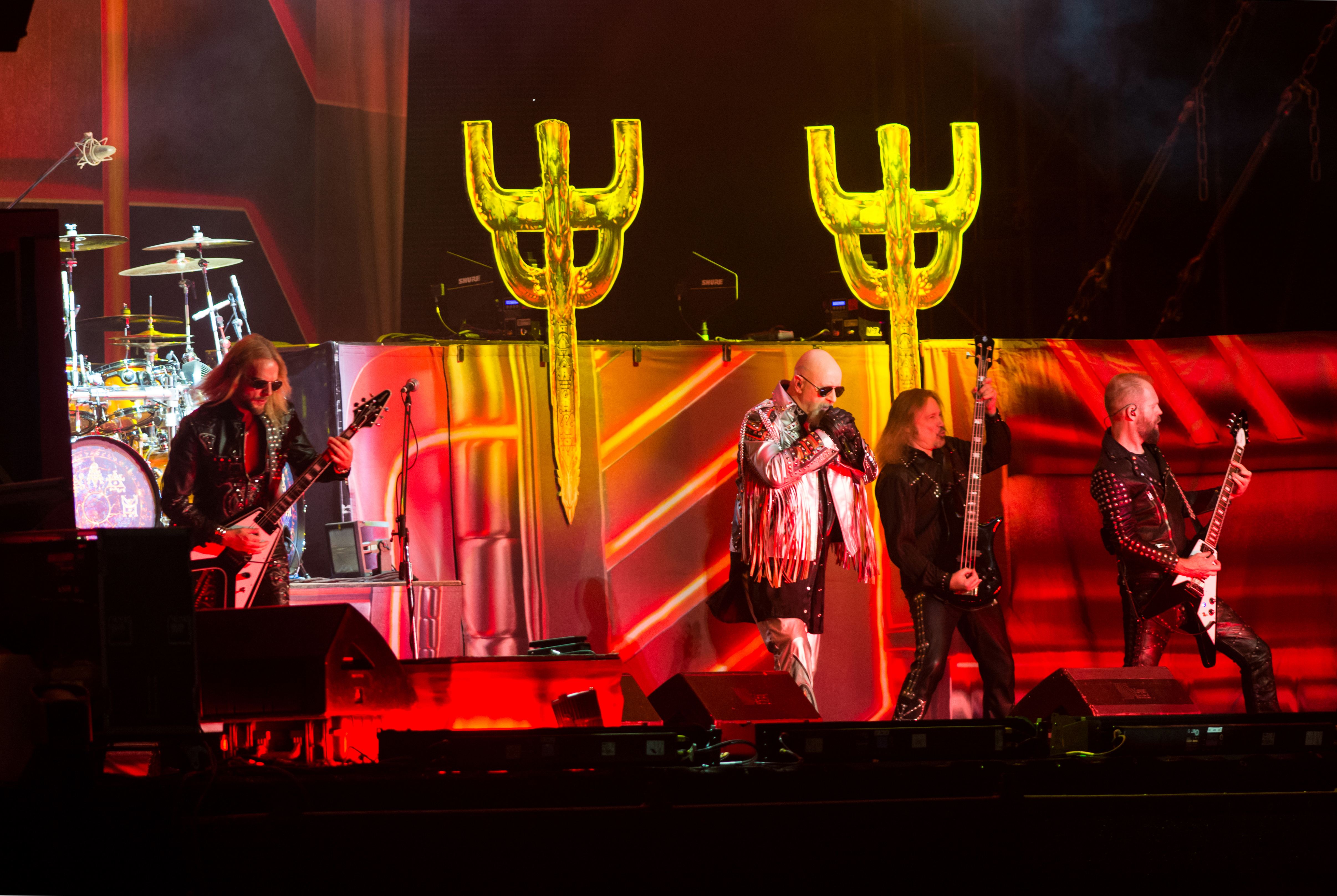
La banda británica Judas Priest publicaría en 2008 su álbum conceptual Nostradamus

La banda británica Judas Priest lanzó en junio de 2008 el álbum Nostradamus. Este fue su decimosexto álbum de estudio y destaca por ser su primer álbum conceptual, que en dos discos relata la vida y obra de Michel de Nostradamus, profeta francés del siglo XVI. Este trabajo es el último con el guitarrista K.K. Downing quien el año 2011 renunciaría a la banda. La producción se caracteriza por el amplio uso de los teclados y el sintetizador, interpretado por el músico Don Airey, tecladista de Deep Purple, y por el uso de coros que lo acercan hacia el metal sinfónico.

## La década del 2010
En el año 2010 se publicó Requiem de José Carballido, un doble álbum conceptual en el que el compositor une un coro clásico con una banda de rock progresivo, dando lugar a una obra con una sonoridad muy característica, llena de matices, compases irregulares y con momentos de un enorme interés musical.
La banda Argentina Tan Bionica lanzó, en 2010, su álbum Obsesionario, contándonos a través de sus 12 canciones una historia de amor, depresión, melancolía, nostalgia y la noche.
En 2010 Linkin Park lanzó A Thousand Suns. El álbum trata sobre el miedo a una guerra nuclear, Con canciones como «The Catalyst» que muestran claramente este sentimiento, el álbum incluye fragmentos de voces de: Martin Luther King, Jr, Robert Oppenheimer y Mario Savio. fue escrito por Mike Shinoda y producido por Rick Rubin, El título del álbum proviene de una cita del texto sagrado Bhagavad Gītā, recordada por Robert Oppenheimer tras la creación de la bomba atómica: «Si cientos de miles de soles aparecieran en el cielo al mismo tiempo, su brillo podría semejarse al de la refulgencia de la Persona Suprema en esa forma universal».

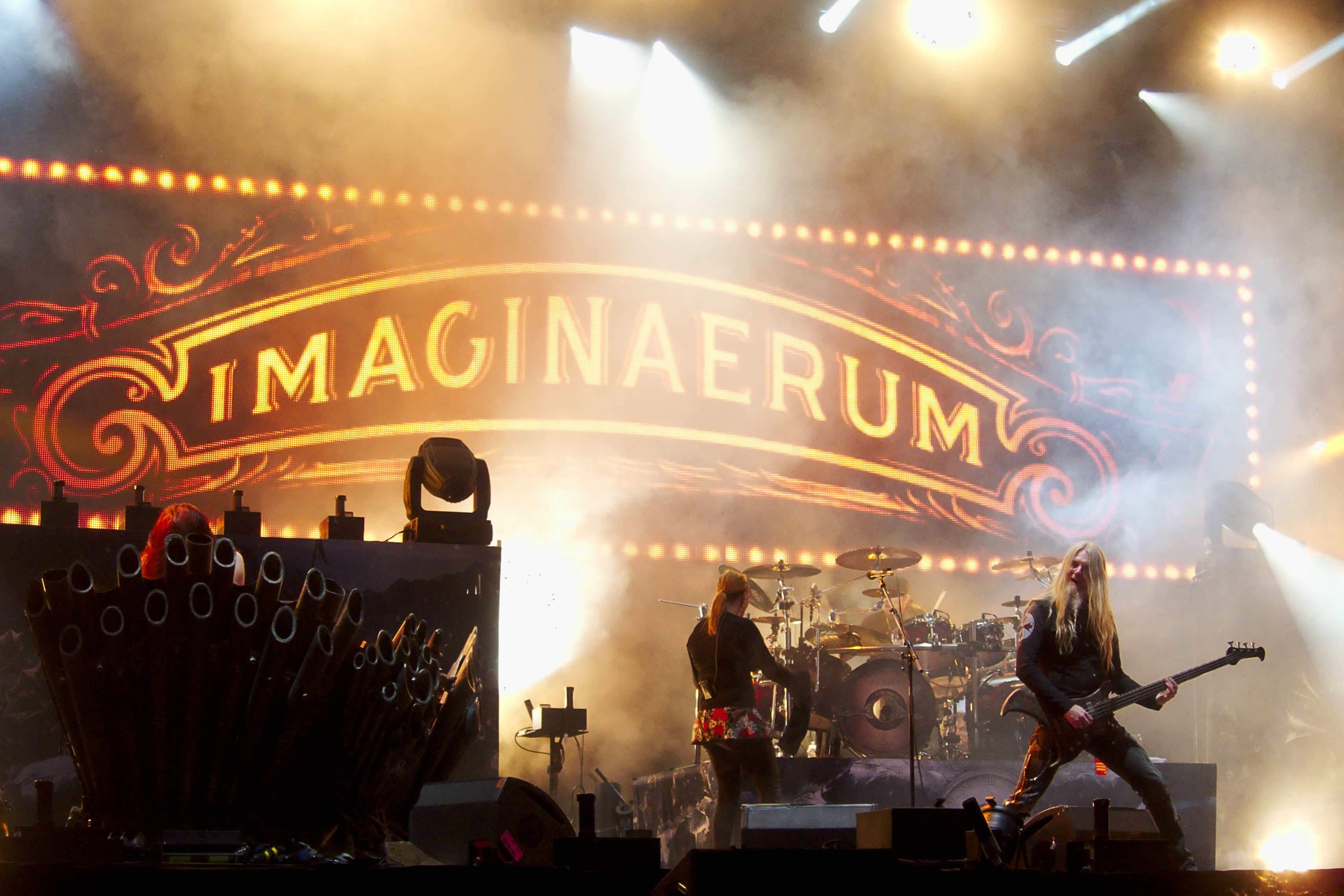
La banda finlandesa Nightwish en la gira de presentación de su álbum conceptual "Imaginaerum" en 2012.

El 2 de diciembre de 2011 la banda Finlandesa de Metal Sinfónico, Nightwish, lanzó Imaginaerum. El álbum cuenta la historia de un viejo compositor recordando toda su vida en su lecho de muerte. Este álbum llevó a cabo un proyecto en paralelo que fue la producción de una película con el mismo nombre, estrenada en noviembre de 2012 en Montreal.
En 2012 la cantante Marina and the Diamonds lanzó un álbum conceptual llamado Electra Heart, en el cual habla de los estereotipos americanos, el amor y desamor. Además la cantante creó un personaje homónimo al álbum que también contaba con cuatro arquetipos: “Housewife”, “Beauty Queen”, “Homewrecker” y “Idle Teen”.
En el 2015 el dúo estadounidense Twenty One Pilots lanza su álbum B̶l̶u̶r̶r̶y̶f̶a̶c̶e̶ el cual cuenta cómo una persona puede corromperse con sus inseguridades dejando un mal resultado
También en 2015, la cantante Melanie Martinez lanzó el álbum Cry Baby, en el que habla de la vida de un personaje que pasa por distintos problemas y personas para descubrirse a sí misma. El personaje homónimo al álbum está inspirado en su mayoría en la vida de la cantante.
La banda finlandesa Nightwish publicaría en marzo de 2015 un nuevo álbum conceptual Endless Forms Most Beautiful, como un tributo a la ciencia y a la razón, tomando como inspiración El origen de las especies del naturalista inglés Charles Darwin y en que abordan la Teoría de la Evolución. El álbum contó con la participación del biólogo evolucionista Richard Dawkins como narrador en algunas canciones, resultando ser un homenaje a la vida y la naturaleza.
En 2016 la banda estadounidense de heavy metal, Avenged Sevenfold, lanza su séptimo álbum de estudio llamado The Stage, siendo este su primer álbum conceptual tras su primer intento, Nightmare (2010), el cual no fue lanzado como tal debido a la muerte del baterista y compositor The Rev. El concepto de este álbum se basa en la inteligencia artificial, la autodestrucción de la humanidad, exploración espacial y la religión, los cuales se llevan a cabo en un mismo "escenario"; la Tierra. Es también diferente al resto del resto de álbumes anteriores por un sonido que tiende más al metal progresivo.
En 2016 la cantante estadounidense Beyoncé con su disco Lemonade, mostró la historia de una esposa que es engañada por su esposo, donde cada canción es una etapa al momento de una infidelidad, y compara cada etapa como un proceso en la preparación de una limonada.
En 2018 el quinteto argentino Ministerio del amor publicó su álbum conceptual titulado Selfie post mortem en el que se pone de manifiesto la hipocresía y banalidad de los tiempos que transita la humanidad.
También en 2018 la cantante española Rosalía Vila presentó como un álbum experimental y conceptual, titulado El mal querer, el cual gira en torno a una relación tóxica, y se inspira en una novela anónima en occitano del siglo XIII titulada Flamenca. 
El mismo año 2018, la cantante chilena Mon Laferte publica un álbum conceptual llamado Norma que gira en torno a la historia de una relación de pareja, donde experimenta con diversos ritmos latinoamericanos.

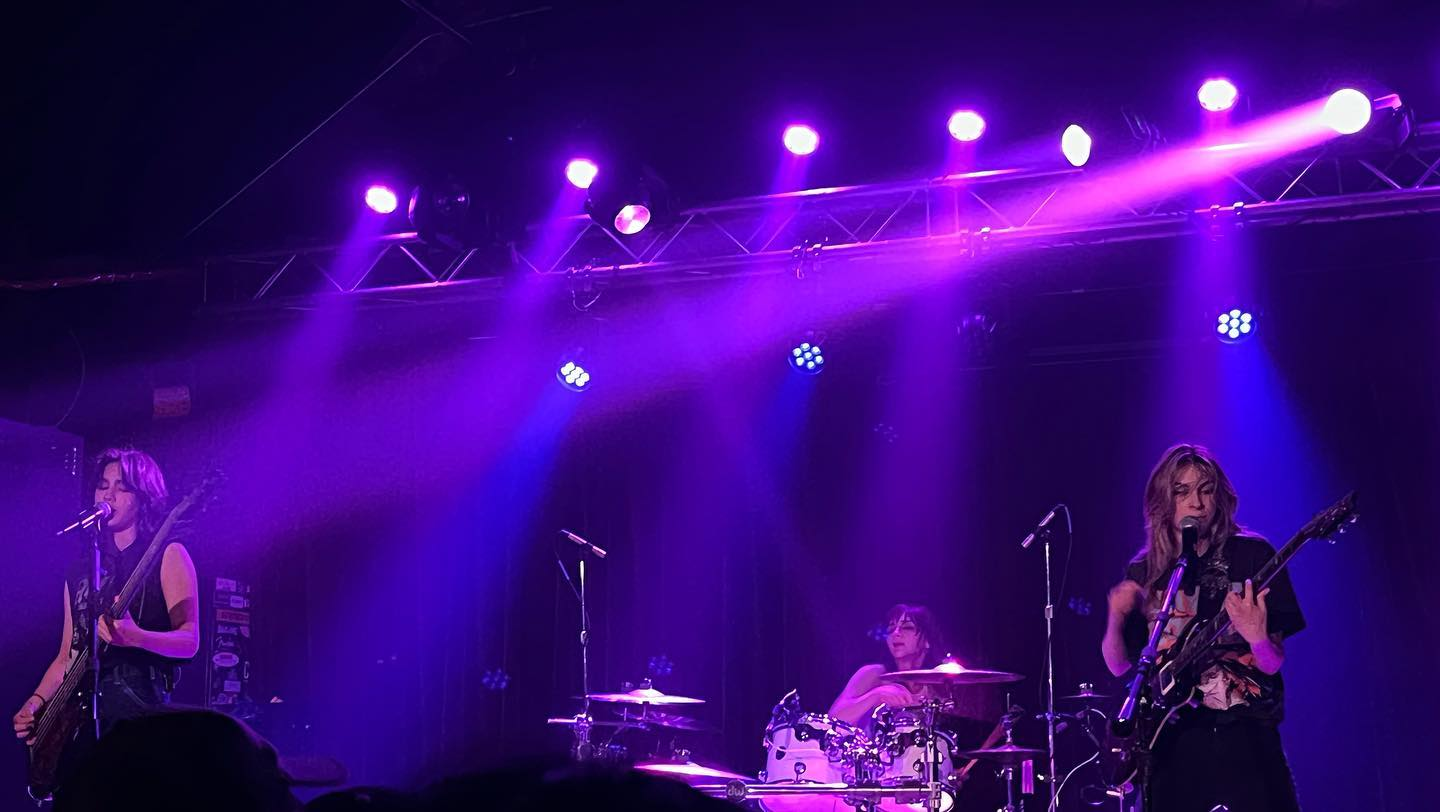
The Warning representa a una nueva generación de que publicó en 2018 el álbum conceptual Queen Of The Murder Scene

De igual manera, en 2018, la banda de rock mexicana The Warning publica el álbum conceptual Queen of The Murder Scene, que cuenta la historia de una joven perturbada que pasa de la obsesión y el deseo a la locura y el asesinato. Las canciones están contadas desde el punto de vista del lado bueno de la mujer y de su psicópata interior.
Igualmente en 2018, el dúo Twenty One Pilots vuelve a hacerlo. Esta vez con un álbum llamado Trench; el cual narra la historia de "banditos" (rebeldes) que intentan escapar de una ciudad llamada Dema. Esta historia ha recibido muchas interpretaciones variadas [cita requerida]tomando en cuenta las letras de este álbum y otros trabajos anteriores del grupo.
En 2019, Melanie Martinez vuelve a hacer un álbum conceptual con K-12, donde vuelve al personaje de CryBaby. En esta ocasión la bebe ya esta en la escuela, y tiene que lidiar con problemas de adolescencia polémicos, como el acoso escolar, la bulimia, etc.
Este mismo año, la cantante británica FKA Twigs lanza su muy esperado segundo álbum de estudio, MAGDALENE, en el cual Twigs se dibuja y relaciona con el personaje bíblico María Magdalena, contando como casi siempre cae en la mujer la culpa y el dolor de la relación; En la pista "Mary Magdalene" habla de que las mujeres deben ponerse en el primer lugar siempre, en "Holy Terrain" habla de cómo intenta buscar a un hombre que siga su corazón y no se deje influenciar por lo que digan sus compañeros sobre ella, etc.

## El álbum conceptual en la música actual, década de 2020

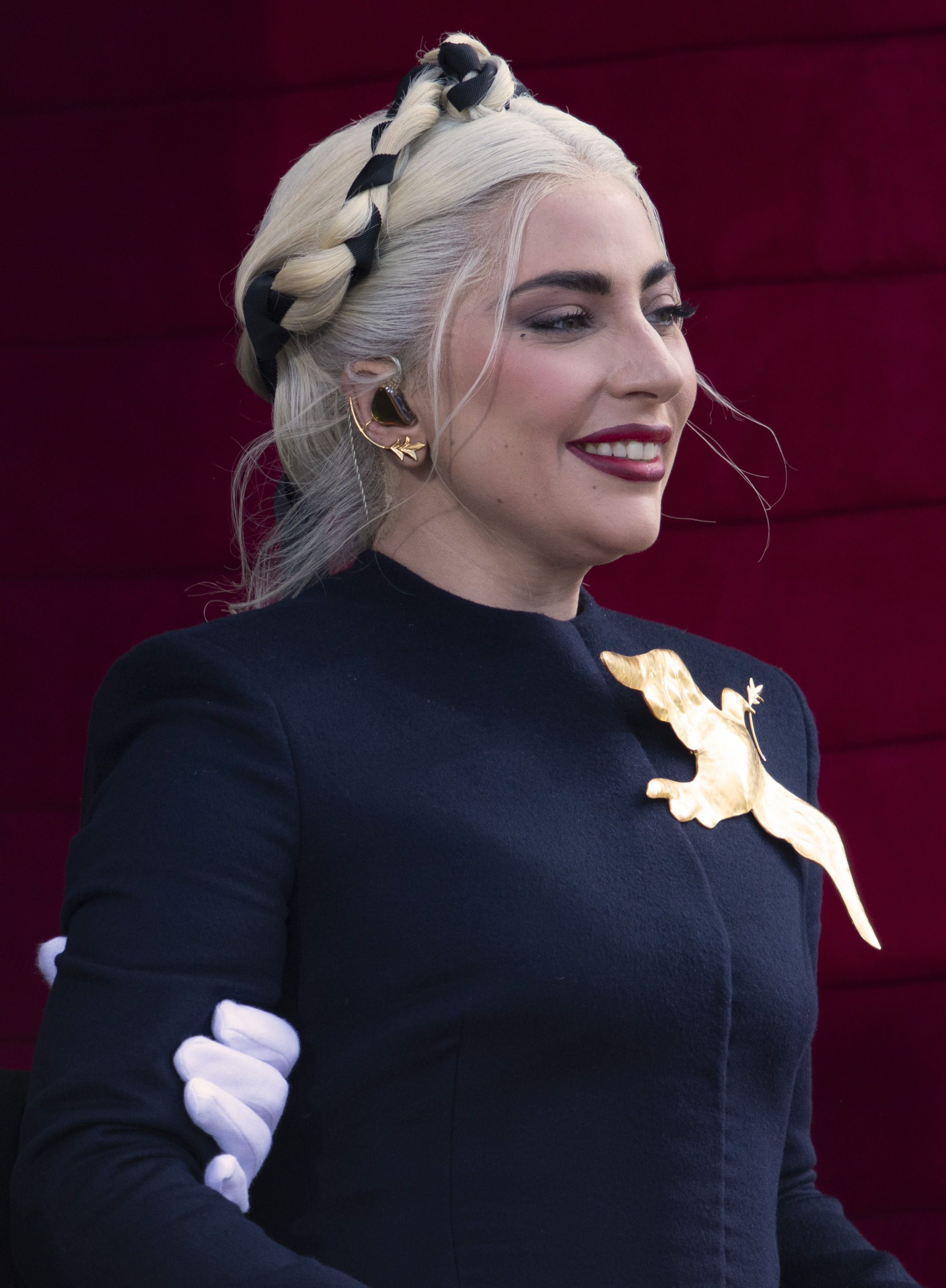
Lady Gaga abrió la nueva década publicando su álbum conceptual Chromatica

En 2020 la cantante Lady Gaga vuelve a la escena musical con álbum conceptual llamado Chromatica. En este disco, Gaga nos trae un álbum compuesto por tres actos donde nos presenta un mundo u otro planeta dentro de su cabeza, y aunque parece ficción, en realidad todo es sobre la salud mental y las situaciones traumáticas y difíciles que sufrimos en la vida. Un álbum completamente bailable con interludios orquestales que nos adentran cada vez más al fantástico mundo. Si escuchamos atentamente sin pausar las melodías nos damos cuenta de que todas las canciones están conectadas desde el principio hasta el último sonido.
En abril de 2020, la banda finlandesa Nightwish publica un nuevo álbum conceptual Human. :II: Nature. la cual fue concebida como un homenaje a la naturaleza y la humanidad y la cual es a la vez, el segundo de una trilogía de álbumes conceptuales que aborda la existencia de la humanidad, la vida, la evolución y la irrupción de la humanidad en el planeta.
Este mismo Taylor Swift lanza su primer álbum conceptual, Folklore. El álbum manifiesta una vívida narración que canaliza el escapismo, la nostalgia, la soledad y la introspección, lo que se refleja en su estética de cabañas, bosques y naturaleza, entrelazando una historia entre tres personajes: August, Betty y James .
En 2021 la banda peruana Rüe Morgue 131 publicaría un álbum conceptual postapocalíptico de corte siniestro con 13 canciones: "Los Crímenes del Siglo", en que se aborda el camino de la humanidad hacia la destrucción como producto de sus propias acciones y crímenes contra sí mismos y contra el mundo.
En 2024, Dillom publicó su segundo álbum, Por cesárea, en el que se cuenta una historia semiautobiográfica de un personaje sin nombre quien tras una dura infancia, termina cometiendo un femicidio.
El 20 de setiembre de 2024 Nightwish publicó el tercero de una trilogía de álbumes conceptuales que dio inicio en 2015 con Endless forms most beautiful y que fue continuado por Human. :II: Nature. Este nuevo álbum conceptual llamado Yesterwinde el cual contiene 12 canciones que abordan el concepto del paso del tiempo por la evolución de la consciencia humana y de la propia especie.
A fines de año, la banda Rüe Morgue 131 sacó a la luz su segundo álbum conceptual titulado "Reflejo Siniestro", en que se habla del trastorno de doble personalidad, inspirado en historias del romanticismo gótico y ambientado en la época victoriana.

## Discos conceptuales en el Hip hop y el R&B moderno
En el Hip hop existen varios ejemplos de álbumes conceptuales. Entre estos se puede mencionar a los discos de los Fugees: The Score, The Carnival, así como The Miseducation of Lauryn Hill''.
Otro álbum conceptual es el disco de Cage Kennylz & Camu Tao Are The Nighthawks (2001), un viaje en el lado oscuro de ser un policía, y el de Cage Kennylz & Tame One Waterworld (2004).
El álbum debut de Nas: Illmatic es un disco conceptual en el cual el tema central es la vida en un barrio bajo de Nueva York (barrio dónde vivió desde chico).
También planeó para su tercer disco en 1998 un álbum doble intitulado I Am... que detallara la vida, muerte y resurrección de un personaje como Jesucristo, conocido como Nastradamus, pero finalmente lanzó dos discos por separado con muchas nuevas canciones, abandonando el concepto que tenía previamente. Muchas de las canciones que no aparecieron en ninguno de los dos discos fueron editadas para su disco de 2002 The Lost Tapes.
Los tres álbumes formales de Kendrick Lamar son conceptuales. Section 8.0 tiene como tema central el gobierno de Ronald Reagan, su política agresiva en contra de las minorías raciales y las consecuencias de éstas en el entorno en el que vive. Good Kid, M.A.A.D. City: es un disco personal que retrata (a manera de una historia unificada); su adolescencia en Compton, identificando los problemas sociales que existen en ésta y la mentalidad de sus habitantes. To Pimp a Butterfly es un poema continuo, una oda y retrato de la comunidad afroamericana.
Uno de los primeros álbumes recientes de R&B modernos es TP.3 Reloaded (2005), de R. Kelly, que contiene 5 capítulos de la telenovela “Trapped... in the Closet”.
El productor Dan the Automator, el rapero Del Tha Funkee Homosapien y el DJ Kid Koala se juntaron en el 2000 para grabar el álbum conceptual de ciencia ficción Deltron 3030, considerado un hito en la escena del acid rap.

## Musicales y discos conceptuales
Muchos musicales aparecieron primero como álbumes conceptuales, debido a los menores costos de grabar un disco que de montar todo un musical. Ejemplos de esto son Evita, Jesucristo Superestrella (Tim Rice y Andrew Lloyd Webber) y Chess (Rice, Björn Ulvaeus y Benny Andersson). Esto también permite al compositor cambiar la producción final, como pasó con Evita.

## EP conceptuales
En el ambiente musical, los EP se lanzan generalmente para crear una expectativa acerca de un próximo álbum. Un EP conceptual está basado en lo mismo que el LP –o “Larga duración”- conceptual; un conjunto de canciones que giran alrededor de un concepto o una historia. Identificar al primer EP conceptual es difícil, debido a que los EP reciben generalmente mucha menos atención por parte de la prensa que los LP. Un ejemplo de EP conceptual es el de la banda The Mars Volta: Tremulant, que fue lanzado como un adelanto de su disco debut De-Loused In The Comatorium. La menor duración de un EP hace que sea más fácil crear una trama que en una larga duración.

## Planes similares

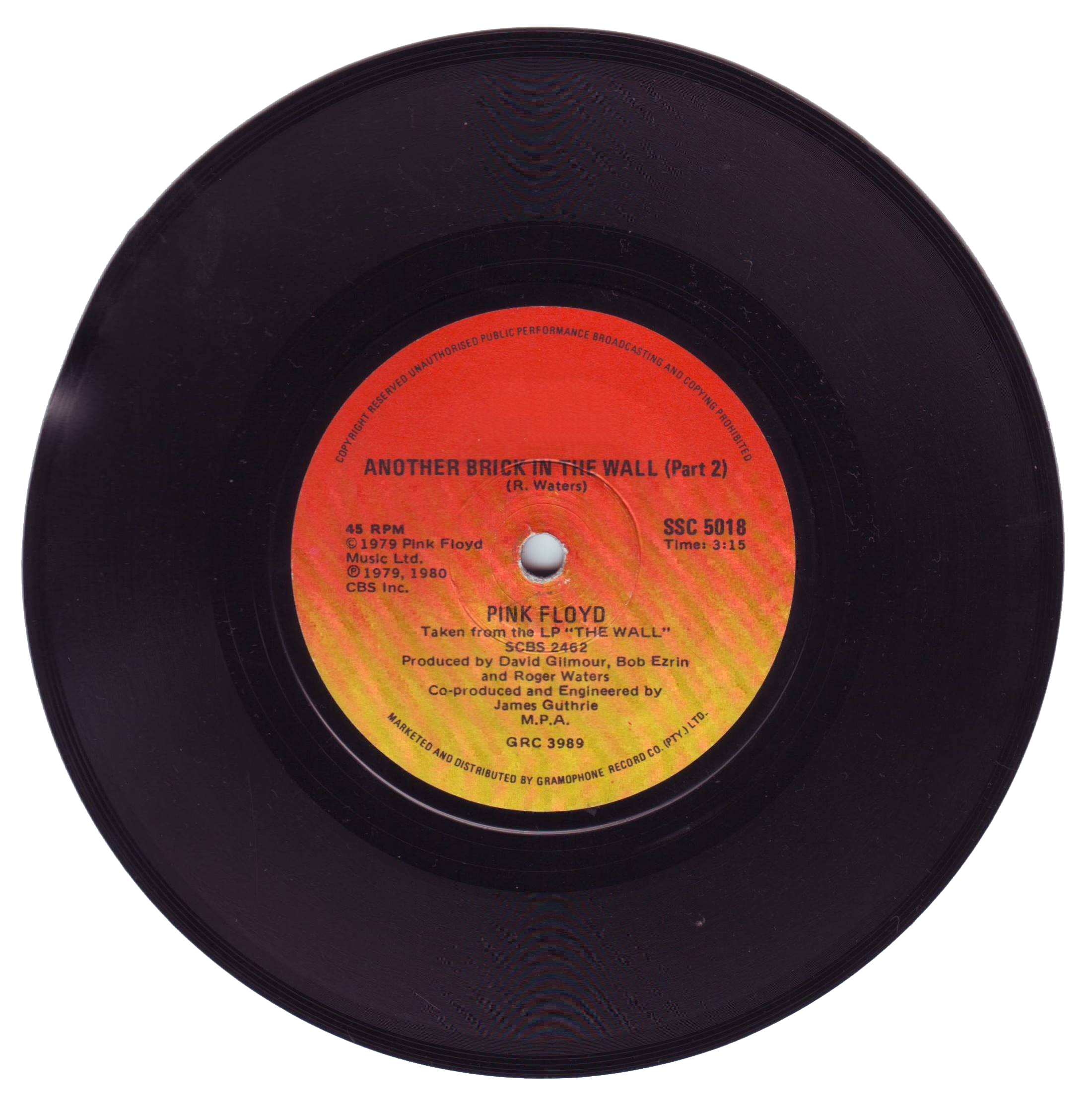
Disco simple de "Another brick in the wall"

Una subcategoría especial que está emergiendo es la de los álbumes históricos, los cuales están más atados a datos históricos específicos sobre personas o lugares.
Una meta aún más ambiciosa que la de un álbum conceptual es la de una serie de álbumes conceptuales que, juntos, contribuyan a una única historia o concepto. Ejemplos contemporáneos incluyen a Gruvis Malt, quien acaba de sacar Maximum Unicorn, el último episodio en una historia que comprende cuatro discos (luego de 8 años), Coheed and Cambria, los cuales a menudo son clasificados como una banda conceptual debido a que tanto toda su obra como su nombre están enfocados únicamente en la historia que presentan, y mind.in.a.box, los álbumes Lost Alone y Dreamweb describen una historia de ciencia ficción ambientada en un universo estilo Matrix. Brave Saint Saturn ha planeado hacer una trilogía relatando la primera misión de la humanidad al planeta Saturno. Tal vez, el más ambicioso de estos proyectos es en los cincuenta estados de EE. UU., de Sufjan Stevens. Stevens planea escribir una serie de discos que abarquen los cincuenta estados de los Estados Unidos, realizando un disco para cada estado, lo cual lo llevaría a hacer 50 álbumes conceptuales abarcando un solo tema.
El género del álbum conceptual tiene puntos en común con la ópera rock, de las cuales uno de los ejemplos más famosos es Tommy (1969), de The Who y The Wall, de Pink Floyd.